# Panhipersebasto
El título de panhipersebasto (en griego: πανυπερσέβαστος, "venerable por encima de todo") fue un título de la corte bizantina creado por Alejo I Comneno (r. 1081-1118) utilizando la raíz imperial Sebasto (la traducción griega de Augustus). Siempre se otorgaba a los miembros de las familias aristocráticas estrechamente aliadas a la familia imperial.
Miguel Taronites, cuñado de Alejo I, fue el primero en recibir este título y se le considera casi igual a un César. Bajo los emperadores comnenos, el panhipersebasto era uno de los títulos concedidos a los yernos del emperador (gambroi): el marido de la hija mayor recibía el título de César, el marido de la segunda hija se convertía en panhipersebasto, y los de la tercera y la cuarta recibían los títulos de protosebastohypertatos y sebastohypertatos respectivamente.
El título siguió siendo muy importante hasta la época de los Paleólogos, justo después del César, pero bajo Andrónico III Paleólogo (r. 1328-1341), cuando el futuro emperador Juan VI Cantacuceno fue nombrado gran doméstico, este último cargo se elevó por encima de los panhipersebastos.
Según Jorge Codinos, escribiendo después de la mitad del siglo XIV, el panhipersebasto se distinguía por el color amarillo de su ropa: sus zapatos, su manto (tamparion), así como su silla de montar, eran todos amarillos, decorados con una trenza de oro. Por lo demás, su traje se parecía al de los gran doméstico, es decir, un sombrero de skiadion en rojo y oro, decorado con bordados al estilo klapotón, con un velo y colgantes del mismo estilo. Alternativamente, se podría usar un sombrero de skaranikon abovedado, también en rojo y oro, con un retrato del emperador, coronado y flanqueado por ángeles, dentro de un círculo de perlas, delante. El propio skaranikon también estaba bordeado de perlas. También se llevaba una rica túnica de seda, el kabbadion, de dos colores, decorada con rayas de trenza de oro, y el personal de oficina (dikanikion) tenía pomos tallados, con el primero de oro liso, el segundo de oro bordeado con trenza de plata, el tercero como el primero, el cuarto como el segundo, etc.